# Diocesi di Gadiaufala
La diocesi di Gadiaufala (in latino: Dioecesis Gadiaufalensis) è una sede soppressa e sede titolare della Chiesa cattolica.

## Storia
Gadiaufala, identificabile con Ksar Sbahi nell'odierna Algeria, è un'antica sede episcopale della provincia romana di Numidia.
Sono due i vescovi documentati di Gadiaufala. Salviano partecipò al concilio di Cartagine convocato il 1º settembre 256 da san Cipriano per discutere della questione relativa alla validità del battesimo amministrato dagli eretici, e figura al 76º posto nelle Sententiae episcoporum. In alcuni manoscritti gli viene attribuito il titolo di martire con il nome di Salvio, che si ritrova spesso nei martirologi africani.
Il nome di Augentius episcopus Gazaufalensis si trova al 2º posto nella lista dei vescovi della Numidia convocati a Cartagine dal re vandalo Unerico nel 484; Augenzio era già deceduto all'epoca della redazione di questa lista.
Dal 1933 Gadiaufala è annoverata tra le sedi vescovili titolari della Chiesa cattolica; dal 18 luglio 2015 il vescovo titolare è Natale Paganelli, S.X., già amministratore apostolico di Makeni.

## Cronotassi

### Vescovi residenti
- Salviano † (menzionato nel 256)
- Augenzio † (prima del 484)

### Vescovi titolari
- Luciano José Cabral Duarte † (14 luglio 1966 - 12 febbraio 1971 nominato arcivescovo di Aracaju)
- Rodolfo Quezada Toruño † (5 aprile 1972 - 16 febbraio 1980 succeduto vescovo di Zacapa)
- Jesús Arturo Roldán † (26 maggio 1980 - 9 novembre 1991 nominato vescovo di San Rafael)
- Elmo Noel Joseph Perera † (17 dicembre 1992 - 1º giugno 1995 nominato vescovo di Galle)
- Antonio Federico Gatti † (1º luglio 1996 - 9 luglio 1998 deceduto)
- Dieudonné Bogmis † (9 febbraio 1999 - 15 ottobre 2004 nominato vescovo di Eséka)
- François Xavier Lê Văn Hồng (19 febbraio 2005 - 18 agosto 2012 nominato arcivescovo di Huê)
- Joseph Đinh Đức Đạo (28 febbraio 2013 - 4 giugno 2015 nominato vescovo coadiutore di Xuân Lôc)
- Natale Paganelli, S.X., dal 18 luglio 2015